# Кагі (графік)

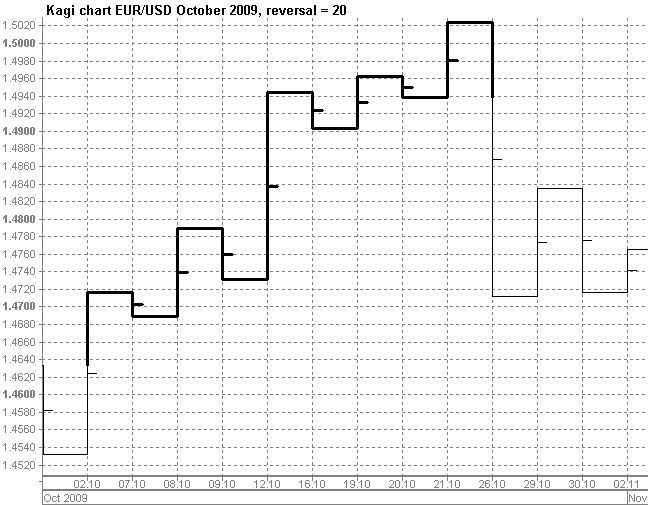
Графік кагі для євро за долар США за жовтень 2009 року, збудований по денному таймфрейму з розміром бар'єру 20 пунктів

Графік японських свічок EUR / USD за жовтень 2009 року, денний таймфрейм

Кагі (яп. かぎ足) — вживаний при технічному аналізі різновид графіка котирувань об'єкта торгівлі (товару, цінного паперу, валюти), який відображає спрямованість зміни ціни у вигляді низки вертикальних ліній, з'єднаних між собою короткими горизонтальними відрізками однакової довжини. Кагі-лінія продовжується вгору або униз в напрямку руху ціни доти, поки тренд не зміне напрямок. Після перелому тенденції в русі ціни робиться відступ вправо на фіксовану відстань і починається побудова в протилежному напрямку нової кагі-лінії, яка в місці розвороту горизонтально з'єднується з попередньою вертикальною лінією.

## Правило побудови
Зміни на графік вносять лише тоді, коли ціна виходить за межі вже намальованої лінії (в напрямку тренду) або проходить визначену відстань в протилежному напрямку. Для побудови графіка обумовлюють:
- Характер ціни — на підставі яких цін будується графік. Зазвичай використовують тільки ціни закриття обраного таймфрейму (наприклад, закриття години) для будь-якого напрямку руху ціни. Іноді спираються на максимуми і мінімуми — в цьому випадку враховується максимумом при русі вгору, а мінімум — при русі вниз.
- Розмір бар'єру, параметр розвороту — відстань, яку має пройти ціна в протилежному від раніше зафіксованого на графіку значення, щоб відбулася зміна напрямку руху кагі-лінії (розпочалась побудова нової вертикальної лінії). Зазвичай цей розмір встановлюється в пунктах (чим вища ціна акцій, тим більше рекомендується брати значення) або у відсотках від поточної ціни (наприклад, 1 %).

Якщо чергова ціна після коливань в межах розміру бар'єру продовжує рухатися в напрямку колишньої вертикальної кагі-лінії, то лінія буде подовжена. Наприклад (умовні значення, які відповідають малюнку), колишнє максимальне значення зростаючої кагі-лінії було 1,4785 (точка поточного максимуму лінії). Поява нового значення 1,4790 вимагає збільшення лінії до нового рівня (новий максимум). Якщо чергова ціна рухається в протилежному напрямку — на графіку нічого не відображається, поки вона не пройде бар'єрну відстань. Наприклад, була лінія на рівні 1,4790, після чого ціна знизилась до 1,4771. При бар'єрі 20 пунктів нічого не буде відбуватись — максимум кагі-лінії залишиться на 1,4790. Якщо ж ціна знизиться нижче, то потрібно відступити трохи вправо, намалювати від попереднього максимуму (1,4790) короткий горизонтальний відрізок (завжди однакової довжини) і від цього рівня почати будувати вниз (в протилежному напрямку) нову кагі-лінію до поточного рівня ціни (1,4770). Тепер для розвороту вгору потрібно зростання ціни не менше розміру бар'єру.
Крім того, кагі-лінія може змінювати свою товщину (іноді відображають іншим кольором). Якщо тонка кагі-лінія перевищує попередній максимум (максимум лінії, лівіше поточної) — лінія стає товще. Якщо товста Кагі-лінія опускається нижче попереднього мінімуму, то лінія стає тоншою.
Існує поетичне трактування графіка в термінах Інь — Ян :
- Ян — товста лінія
- Інь — тонка лінія
- Плече — з'єднання лінії росту з лінією падіння
- Талія — з'єднання лінії падіння з лінією росту

Коли Інь перевищує попереднє плече, відбувається перетворення в Ян. Якщо Ян виявляється нижче попередньої талії, відбувається звернення на Інь.
Будь-яка з вертикальних ліній може містити в собі невизначену тривалість часу, тобто його вигляд залежить ввід розміну змін напрямку ціни, але не залежить від проміжку часу, коли ці зміни відбувались. Більше того, якщо ціна коливатиметься в діапазоні розміру бар'єру (для зростаючої лінії не зросте вище вже позначеного максимуму і не знизиться від нього нижче розміру бар'єру), то графік весь цей час взагалі не буде змінюватись.

## Особливості аналізу
Графік кагі розробили для наочного висвітлення цінових трендів. Він ефективний для визначення цінових рівнів «підтримки» і «опору». На його вигляд не впливають дрібні коливання ціни, що дозволяє зосередити увагу на справді значущих рухах.
Існує 3 основних рекомендації, що випливають з аналізу графіка кагі:
1. купуй на початку товстої лінії (Ян), продавай на початку тонкої лінії (Інь);
2. відзначай лінії підтримки і опору;
3. після серії з 8-10 послідовних плечей або талій чекай розвороту тренду.

Послідовність товстих ліній свідчить про тенденцію до зростання. Послідовність тонких ліній — про тенденції до падіння. Постійна зміна невеликих за довжиною товстих і тонких ліній вказує рівноважний стан ринку.
Хоча графік кагі може будуватись на поточних цінах, але на практиці так майже не роблять, бо такий підхід унеможливлює відтворення графіком тих періодів, за які не було поточних цін и треба спиратись на дані з архівів. Річ у тому, що в архівах зазвичай залишаються не усі ціни, а лише 4 (відкриття, максимум, мінімум, закриття) за визначений проміжок часу. Крім того, навіть якщо формувати архів за цінами, що вже відобразились на графіку кагі (для кожної лінії фіксувати максимум та мінімум), це не дозволить змінити розмір бар'єру для перебудови графіку на підставі такої історії.
Тому графік кагі будують на підставі цін обраного таймфрейму, не відтворюючи усі поточні ціни. Зазвичай використовують ціни закриття, а максимуми і мінімуми ігноруються. Тому графіки, створенні за цінами з різними періодами, можуть мати дуже відмінний вигляд — чим більший таймфрейм, на основі якого будується графік кагі, тим більше результат буде відхилятись від графіка, створеного на поточних цинах. Найбільш близьким буде графік на основі хвилинних даних. Дуже близьким буде варіант, коли графік будують на підставі цін максимумів/мінімумів, а не цін закриття. Однак при цьому погіршується здатність графіка до виявлення тенденції, може з'являтись занадто багато хибних сигналів.
Як вже було зазначено, на графіку кагі не виділяються мінімуми і максимуми окремих інтервалів, немає прив'язки до часу. Це призводить до того, що індикатори, які засновані на порівнянні цін (відкриття, закриття, мінімумів і максимумів) фіксованих проміжків часу, можуть давати суперечливі сигнали.

## Історія
Кагі в японській мові — назва інструменту для різання по дереву, який виглядає як латинська літера L.
Вважається, що графіки кагі з'явились на японському фондовому ринку близько 1870 року.
У Європі та США графіки Кагі стали відомі після публікації в 1994 році книги Стіва Нісона «За гранню японських свічок» (англ. Beyond Candlesticks